# Carlos José Alfonzo Espina
Carlos José Alfonzo Espina nació en La Habana, Cuba, el 24 de septiembre de 1950.
A partir de 1969 y hasta 1973 estudió en la Escuela Nacional de Artes Plásticas “San Alejandro” de La Habana, y de 1974 al año 1977 Historia del Arte en la Facultad de Artes y Letras de la Universidad de La Habana.
sus pinturas están cotizando está promediando entre los 3500 a 7000 dólares, ya que su pintura destaca una temáticas contemporánea, cuenta con unacolecion privadas en Miami. Falleció en Miami, Florida, el 19 de febrero de 1991.

## Exposiciones Personales
- En 1976 presenta su exposición personal: "Como una vieja estampa" Galería Amelia Peláez, Parque Lenin, La Habana.
- En 1997 "Triumph of the Spirit" Carlos Alfonzo. A Survey 1975-1991. Miami Art Museum, Miami, Florida /Smithsonian Institution, Washington D. C., EE. UU.

## Exposiciones Colectivas
Desde 1970 participa en exposiciones colectivas tales como: 
- Salón 70. Museo Nacional de Bellas Artes, La Habana.
- En 1997 Breaking Barriers. Selections from the Museum of Art’s Permanent Contemporary Cuban Collection. Museum of Art, Fort Lauderdale, Florida, EE. UU.

## Premios
Entre los reconocimientos recibidos estuvieron:
- En 1974 Premio en Pintura. IV Salón Juvenil de Artes Plásticas Habana’74. Galería de Arte, Galiano y Concordia/Galería Amelia Peláez, Parque Lenin, La Habana, Cuba.
- En 1975. Mención en Pintura. V Salón Nacional Juvenil de Artes Plásticas. Museo Nacional de Bellas Artes, La Habana, Cuba.
- En 1990 1991 Award in the Visual Arts, Center for Contemporary Art, Winston Salem, Carolina del Norte, EE. UU.